# هجوم لينينغراد-نوفغورود

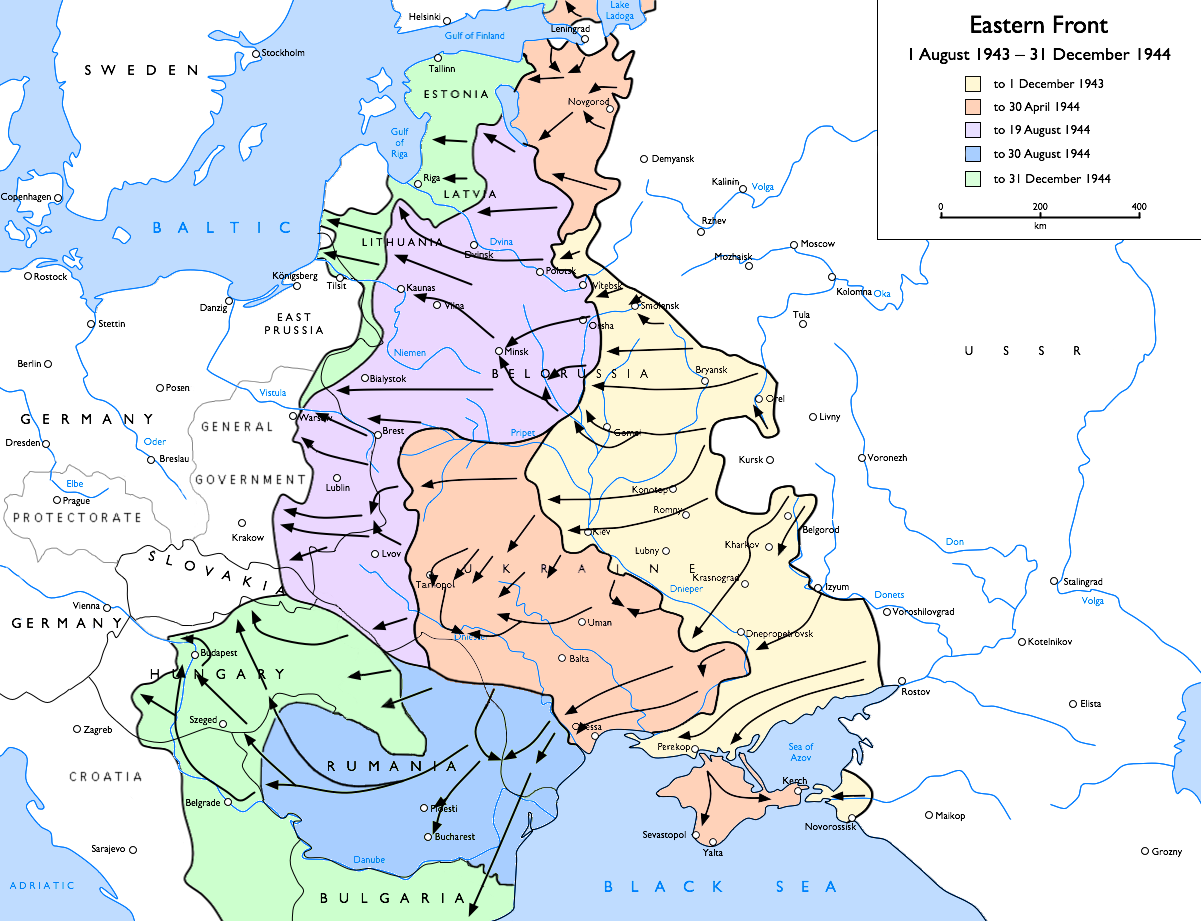
المكاسب السوفييتية، من منتصف عام 1943 إلى نهاية عام 1944

هجوم لينينغراد-نوفغورود الاستراتيجي كان هجومًا استراتيجيًا خلال الحرب العالمية الثانية. شن الجيش الأحمر في 14 يناير 1944 هجومًا على مجموعة الجيوش الألمانية الشمالية من جبهتي فولكوف ولينينغراد، إلى جانب جزء من جبهة البلطيق الثانية،  بهدف رفع الحصار بالكامل عن لينينغراد. بعد حوالي أسبوعين، استعاد الجيش الأحمر السيطرة على خط السكة الحديد بين موسكو ولينينغراد، وفي 26 يناير 1944، أعلن جوزيف ستالين رفع الحصار عن لينينغراد، وطرد القوات الألمانية من منطقة لينينغراد.  تم الاحتفال برفع الحصار الذي دام 900 يوم في لينينغراد في ذلك اليوم بتحية 324 طلقة.  انتهى الهجوم الاستراتيجي بعد شهر في 1 مارس، عندما أمر الستافكا قوات جبهة لينينغراد بالقيام بعملية متابعة عبر نهر نارفا، بينما كان على قوات جبهة البلطيق الثانية الدفاع عن الأراضي التي اكتسبتها في مطاردة فيلق الجيش السادس عشر الألماني. 
تكبد الألمان ما يقرب من 72,000 ضحية، وخسروا 85 قطعة مدفعية تتراوح عياراتها من 15 سم إلى 40 سم، ودفعت القوات الألمانية للخلف ما بين 60 و100 كيلومتر من لينينغراد إلى نهر لوغا. 

## خلفية
بعد عملية بربروسا، طوقت القوات الألمانية لينينغراد، وبدأت حصار لينينغراد. خطط القادة السوفييت في المنطقة لعدة عمليات لتحرير ضواحي لينينغراد من الألمان. في خريف عام 1943، بدأت الاستعدادات لتصميم خطة أخرى لاستعادة ضواحي لينينغراد من الألمان، بعد عملية الإيسكرا الوحيدة الناجحة جزئيًا في يناير من ذلك العام والتي أعقبت هجوم سينيافينو الفاشل في أواخر عام 1942. عُقد أول اجتماع لهيئة الأركان في 9 سبتمبر 1943، بعد عامين ويوم من بداية الحصار.  وضعت خطتان سميتا نيفا 1 ونيفا 2. كان من المقرر تنفيذ نيفا 1 إذا قام الألمان، الذين تعرضوا لضغوط على جبهات مختلفة، بسحب قواتهم من لينينغراد من تلقاء أنفسهم لتعزيز المناطق المضغوطة. وأعتقد الستافكا أن هذا ممكن.  وستنفذ نيفا 2 إذا لم ينسحب الألمان من لينينغراد خلال الأشهر المقبلة.  سيكون الهجوم ثلاثي المحاور، بدءًا من موطئ القدم في أورانينباوم الذي تم الاستيلاء عليه في وقت سابق من ذلك العام، ومن مرتفعات بولكوفو ومن التحصينات المحيطة بنوفغورود.  كان من المخطط أن يبدأ الهجوم في الشتاء، عندما يمكن نقل أعداد كافية من القوات والمدفعية عبر الجليد دون وقوع حوادث. 

## الاستعدادات

### السوفييت
تم تكليف أسطول البلطيق بمهمة نقل جيش الصدمة الثاني تحت قيادة إيفان فيديونينسكي فوق بحيرة لادوجا إلى أورانينباوم. اعتبارًا من 5 نوفمبر 1943 فصاعدًا، قام الأسطول بنقل 30 ألف جندي و47 دبابة و400 قطعة مدفعية و1400 شاحنة و10,000 طن من الذخيرة والإمدادات من أرصفة مصانع لينينغراد وكانات والقاعدة البحرية في ليسي نوس إلى أورانينباوم.  بعد تجمد بحيرة لادوجا، تم إرسال 22 ألف رجل و800 شاحنة و140 دبابة و380 مدفعًا برًا إلى نقطة الانطلاق.  عندما اكتملت الشحنات، تم وضع المدفعية على طول كامل جبهات لينينغراد والبلطيق الثانية وفولخوف بتركيز 200 مدفع لكل كيلومتر، بما في ذلك 21600 قطعة مدفعية قياسية، و1500 مدفع صاروخي كاتيوشا، و600 مدفع مضاد للطائرات.  كما تم الحصول على 1500 طائرة من أسطول البلطيق ومن المنشآت المحيطة بمدينة لينينغراد.   بلغ العدد الإجمالي للأفراد السوفييت المستعدين للعملية 1,241,000 جندي، مقابل 741,000 جندي ألماني.  وعقد الاجتماع النهائي في 11 يناير في سمولني.  وقد قام الجنرال جوفوروف، القائد السوفييتي الأعلى في جبهة لينينغراد، بإدراج أولوياته. من أجل فتح خطوط السكك الحديدية الرئيسية باتجاه الجنوب الشرقي والشرق من لينينغراد، كان على القوات السوفيتية احتلال غاتشينا، والتي يمكنهم من خلالها استعادة مدينة مغا الصغيرة ومحطة السكك الحديدية التي أدى الاستيلاء عليها في عام 1941 إلى إغلاق آخر طريق للسكك الحديدية إلى لينينغراد. وضع جوفوروف قواته وفقًا لذلك. 

### الألمان

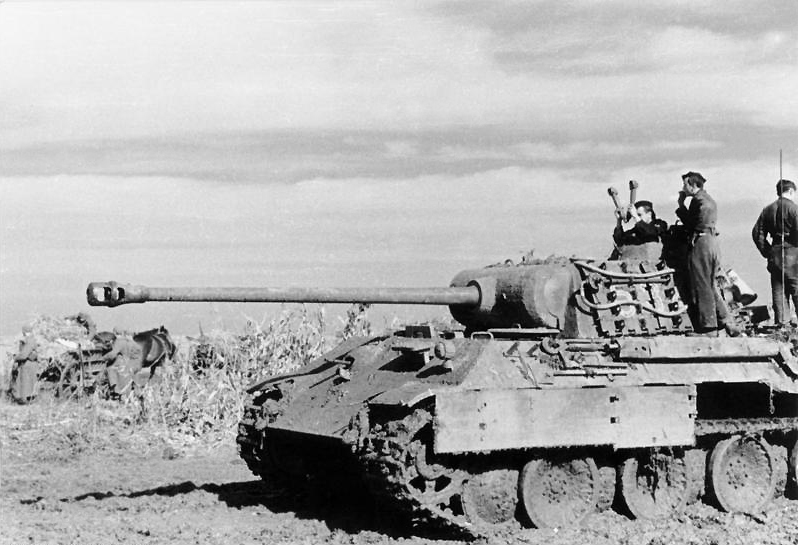
دبابة النمر على الجبهة الشرقية، 1944.

تدهور وضع مجموعة الجيش الألماني الشمالية في نهاية عام 1943 إلى نقطة حرجة. تم سحب الفرقة الزرقاء وثلاث فرق ألمانية بحلول أكتوبر، بينما اكتسبت مجموعة الجيش ستين ميلًا من الواجهة الإضافية من مجموعة جيوش الوسط خلال نفس الفترة. كبديل، تلقى المشير غيورغ فون كوخلر الفيلق الأزرق الإسباني وثلاث فرق من قوات قوات الأمن الخاصة. في مثل هذه الحالة الضعيفة، خطط طاقم مجموعة الجيوش لموقع جديد في المؤخرة من شأنه أن يقصر الخطوط الأمامية بنسبة خمسة وعشرين بالمائة ويزيل التهديدات السوفييتية التي تشكلها العديد من النقاط البارزة على الخطوط الحالية. دعت خطة العملية الزرقاء إلى انسحاب أكثر من 150 ميلًا في يناير إلى الحاجز الدفاعي الطبيعي الذي يشكله نهري نارفا وفيليكايا وبحيرات بيبوسوبسكوف. تم دعم هذا الموقع، المسمى "خط بانثر"، بالتحصينات التي تم بناؤها منذ سبتمبر. سيتم تنفيذ الانسحاب على مراحل، باستخدام مواقع دفاعية متوسطة، وأهمها خط رولبان الذي تم تشكيله على خط سكة حديد أكتوبر الذي يمر عبر توسنو وليوبان وتشودوفو. هناك، سيعيد فيلقا الجيش الأكثر تعرضًا للخطر، وهما الفيلق السادس والعشرون والثامن والعشرون، تجميع صفوفهما قبل العودة إلى مواقعهما في خط بانثر. 
تحول مصير مجموعة جيوش الشمال إلى الأسوأ في العام الجديد، حيث رفض هتلر جميع المقترحات الخاصة بالانسحاب المبكر إلى خط بانثر، وأصر على بقاء القوات السوفيتية بعيدًا قدر الإمكان عن ألمانيا وإجبارها على دفع ثمن باهظ مقابل كل متر من الأرض. أخيرًا، قام هتلر بنقل ثلاث فرق مشاة من الدرجة الأولى من مجموعة الجيوش الشمالية لتعزيز مجموعة جيوش الجنوب التابعة لإريك فون مانشتاين أثناء تراجعها من نهر الدنيبر تحت الهجوم السوفييتي المستمر. أصبح المشير فون كوشلر الآن في وضع محفوف بالمخاطر للغاية، ولم يكن بإمكانه إلا انتظار الأحداث على جبهتي لينينغراد وفولخوف بتشاؤم كبير. 

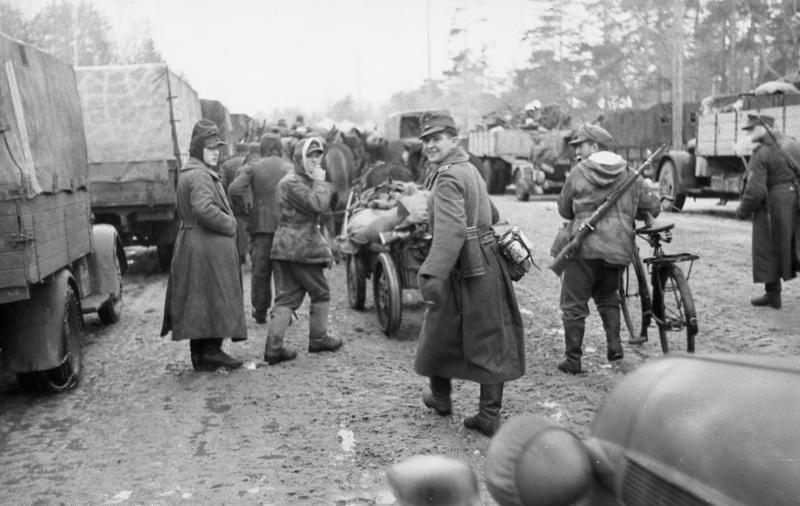
على طريق بين بحيرة إيلمين وخليج فنلندا

## النشاط القتالي

### هجوم كراسنوي سيلو-روبشا: 14-31 يناير 1944
في الساعات المتأخرة من يوم 13 يناير 1944، هاجمت قاذفات بعيدة المدى من أسطول البلطيق نقاط القيادة الألمانية الرئيسية على الخط الدفاعي. في 14 يناير، هاجمت قوات من كل من موطئ أورانينباوم وجبهة فولخوف، تلتها في اليوم التالي قوات من الجيش 42 تحت قيادة إيفان ماسلينيكوف من مرتفعات بولكوفو.  تم إطلاق وابل من المدفعية على طول الجبهة، مما أدى إلى إلقاء 220 ألف قذيفة على الخطوط الألمانية.  أعاق الضباب التقدم الكبير في الأيام القليلة الأولى، على الرغم من تقدم جيش الصدمة الثاني والجيش الثاني والأربعين لمسافة ميلين على جبهة طولها سبعة أميال أثناء القتال مع فرقتي لوفتفافه الميدانية التاسعة والعاشرة،  ودفعت جبهة فولخوف الألمان حوالي ثلاثة أميال إلى الخلف.  ذاب الجليد في 16 يناير، وتمكن جيش الصدمة الثاني من التقدم للأمام 23 كيلومترًا.   في 19 من الشهر، استولى جيش الصدمة الثاني على روبشا، وقامت فرقة بنادق الحرس رقم 63، وهي جزء من الجيش الثاني والأربعين، بطرد الألمان من كراسنوي سيلو. بحلول 26 يناير، تم دفع القوات الألمانية مسافة 100 كيلومتر بعيدًا عن المدينة، وتم افتتاح خط السكك الحديدية بين موسكو ولينينغراد.  وفي اليوم التالي، أعلن ستالين فك حصار المدينة، واحتفلت لينينغراد بتحية من 324 قاذفة صواريخ كاتيوشا وقطع مدفعية في الساعة الثامنة مساءً، وهو أمر لم يكن من الممكن تصوره أثناء الحصار بسبب انقطاع التيار الكهربائي.

### هجوم نوفغورود-لوغا: 14 يناير – 15 فبراير 1944
في 14 يناير، شنت القوات السوفيتية التابعة لجبهة فولخوف هجومًا من منطقة نوفغورود باتجاه لوغا ضد جزء من الجيش الألماني الثامن عشر. كان الهدف هو تحرير خط سكة حديد أكتوبر وتطويق القوات الرئيسية للجيش الثامن عشر في منطقة لوغا، جنبًا إلى جنب مع قوات جبهة لينينغراد.
ولم يتطور الهجوم بالسرعة التي كان مخططا لها قبل العملية. عانى الجيش الثامن عشر الألماني من هزيمة ثقيلة، لكنه لم يتم تدميره بعد واحتفظ بجزء كبير من إمكاناته القتالية، مما منع القوات السوفيتية في ربيع عام 1944 من اختراق خط بانثر ووتان والبدء في تحرير دول البلطيق. كان أحد أسباب هذا التطور هو عدم التنسيق بين جبهة البلطيق الثانية وجبهة فولخوف، مما سمح للقيادة الألمانية بنقل قوات كبيرة من الجيش السادس عشر إلى منطقة لوغا.
بحلول 15 فبراير، وصلت قوات جبهة فولخوف، وكذلك الجيشين 42 و67 لجبهة لينينغراد، إلى بحيرة بيبوس، ودفعت العدو مسافة 50-120 كيلومترًا إلى الغرب. تم تحرير 779 مدينة ومستوطنة، بما في ذلك نوفغورود، ولوغا، وباتيتسكي، وأوريدج، ومغا، وتوسنو، وليوبان، وتشودوفو. وكانت استعادة السيطرة على السكك الحديدية ذات الأهمية الاستراتيجية، وخاصة كيروف وأكتوبر، ذات أهمية كبيرة.

### هجوم ستارايا روسا – نوفورزيف: 18 فبراير – 1 مارس 1944
في 18 فبراير، نفذت القوات السوفيتية التابعة لجبهة البلطيق الثانية، هذه العملية بالتعاون مع جزء من جبهة لينينغراد ضد الجيش الألماني السادس عشر التابع لمجموعة جيوش الشمال بهدف تحرير المنطقة الواقعة جنوب غرب بحيرة إيلمن وتهيئة الظروف لمزيد من الهجمات.
نتيجة للعملية، تقدمت القوات السوفيتية، التي طاردت العدو المنسحب، لمسافة تصل إلى 180 كيلومترًا إلى الغرب، وحررت العديد من المدن والبلدات، بما في ذلك ستارايا روسا ونوفورزيف ودنو وبوتوشكا.

### ملخص
|                                     |                                 |                               |
| موقف الجيوش قبل العملية وخطة الهجوم | العمليات بين 14 و31 يناير 1944. | العمليات بين 1-15 فبراير 1944 |

## نتائج
في الدعاية السوفيتية، تم إدراج هذا الهجوم كواحدة من ضربات ستالين العشر.

## فهرس
- Glantz، David M.؛ House، Jonathan M. (1995). When Titans Clashed. How the Red Army Stopped Hitler. University Press of Kansas. ISBN:0-7006-2120-2.
- Glantz، David M. (2002). The Battle for Leningrad 1941–1944. University Press of Kansas. ISBN:0-7006-1208-4.
- Salisbury، Harrison Evans (1969). The 900 Days: The Siege of Leningrad. Da Capo Press. ISBN:0-306-81298-3.
- Гречанюк، Н.М.؛ Дмитриев، В.И.؛ Корниенко، А.И. (1990). Дважды, Краснознаменный Балтийский Флот (Baltic Fleet). Воениздат.
- Кривошеев، Григорий؛ Андроников، Владимир؛ Буриков، Петр (25 مارس 2010). Россия и СССР в войнах XX века: Книга Потерь. Moscow, Russia: Вече.